# Joachim Streit

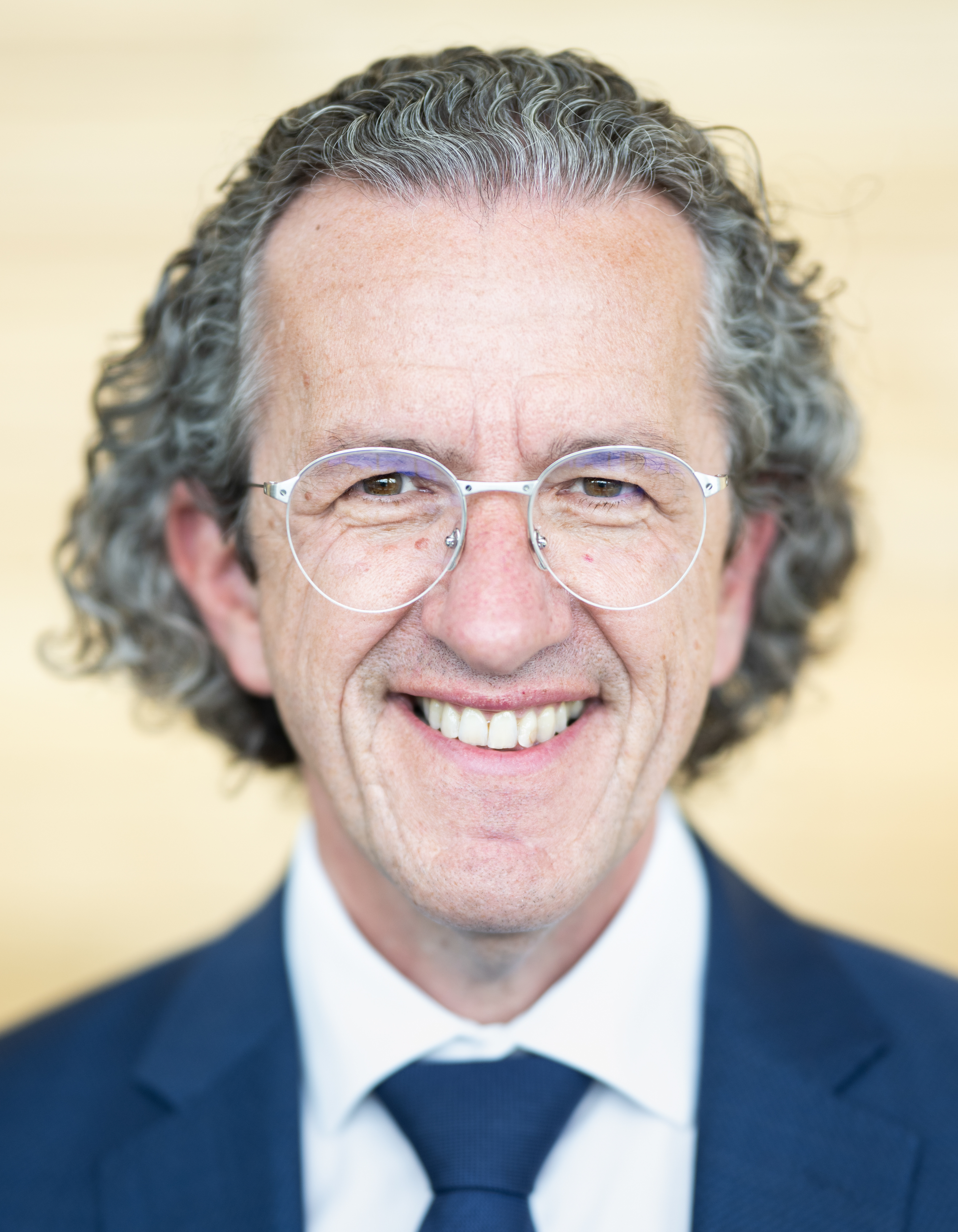
Joachim Streit (2024)

Joachim Streit (* 4. Juni 1965 in Trier) ist ein deutscher Politiker der Partei Freie Wähler. Bei der Europawahl 2024 wurde er in das Europäische Parlament gewählt. Zuvor war er von 2021 bis 2024 Mitglied des Landtages von Rheinland-Pfalz und dort Vorsitzender seiner Fraktion. Seit 2024 ist Streit außerdem stellvertretender Bundesvorsitzender seiner Partei. Von 1997 bis 2009 war er Bürgermeister von Bitburg und anschließend bis 2021 Landrat des Eifelkreises Bitburg-Prüm.

## Leben
Streit machte 1985 sein Abitur am Eifel-Gymnasium Neuerburg und begann anschließend ein Studium der Rechtswissenschaften an der Universität Trier. 1991 bestand er die Erste Juristische Staatsprüfung mit Prädikat und absolvierte anschließend bis 1995 das Referendariat mit Schwerpunkt Steuerrecht. Bis zu seiner Wahl als Bürgermeister arbeitete er als Rechtsanwalt sowie als geschäftsführender Gesellschafter eines Juristischen Repetitoriums in Trier und Saarbrücken.
2002 promovierte Streit an der Universität Trier mit einer Dissertation zum Thema Die Nichtigkeit, Sittenwidrigkeit und Aufhebbarkeit von Bierlieferungsverträgen unter Berücksichtigung des deutschen und europäischen Kartellrechts.
Streit ist verheiratet und hat drei Kinder. Seine Frau Petra saß mit einem Liste-Streit-Mandat (LS) im Stadtrat von Bitburg. Im Jahr 2021 schied sie aus diesem aus. Streits Sohn Jakob kandidierte ebenfalls 2021 – erfolglos – für ein Landtags-Direktmandat im Wahlkreis Bitburg-Prüm, erhielt jedoch 18,7 Prozent der Stimmen.

## Politik
1988 gründete er die Liste Streit (LS) und zog 1989 in den Stadtrat von Bitburg ein.
Von 1997 bis 2009 war Streit Bürgermeister von Bitburg. Am 16. Dezember 2009 übernahm er im Eifelkreis Bitburg-Prüm das Amt des Landrats – zuletzt wurde er 2019 mit 88 Prozent der Stimmen bestätigt. Durch seine Wahl in den Landtag von Rheinland-Pfalz endete seine Amtszeit als Landrat am 18. Mai 2021 vorzeitig.
Bei der Landtagswahl in Rheinland-Pfalz 2021 trat er als Spitzenkandidat der Freien Wähler Rheinland-Pfalz an. Er erreichte mit seiner Partei 5,4 Prozent der Stimmen und somit als sechste Partei den Einzug in den Landtag Rheinland-Pfalz, für die Freien Wähler ist es der erste Landtagseinzug in der Geschichte von Rheinland-Pfalz.
Streit war Mitglied der 17. Bundesversammlung, die am 13. Februar 2022 in Berlin stattfand.
Auf dem Bundesparteitag der Freien Wähler im Februar 2024 in Bitburg wurde er zum Stellvertreter des Parteivorsitzenden Hubert Aiwanger gewählt. Bei der Neuwahl des Bundesvorstandes im November 2024 in Geiselwind wurde Streit als stellvertretender Bundesvorsitzender bestätigt.
Zur Wahl zum EU-Parlament 2024 trat er als Spitzenkandidat der Liste der Freien Wähler in Rheinland-Pfalz an sowie auf Platz drei der Bundesliste. Die Freien Wähler konnten ihr Ergebnis um 0,5 Prozentpunkte auf 2,7 Prozent steigern, wodurch sie einen dritten Sitz gewannen und Streit zum Mitglied des Europäischen Parlaments gewählt wurde. Daraufhin legte er am 15. Juli 2024 sein Landtagsmandat nieder, für ihn rückte Bernhard Alscher in den Landtag nach. Im Fraktionsvorsitz folgte ihm Helge Schwab nach.
Bei den am 14. Oktober 2024 in Berlin stattgefundenen turnusmäßigen Neuwahlen der EBD-Präsidentin und des EBD-Vorstandes im Rahmen der Mitgliederversammlung 2024 wurde Streit in den Vorstand der EBD, Europäische Bewegung Deutschland gewählt.

## Mitgliedschaften
Joachim Streit ist Mitglied der überparteilichen Europa-Union Deutschland, die sich für ein föderales Europa und den europäischen Einigungsprozess einsetzt.